# Phrynichus brevispinatus
Espèce
Phrynichus brevispinatus est une espèce d'amblypyges de la famille des Phrynichidae.

## Distribution
Cette espèce se rencontre en Somalie et en Érythrée.

## Publication originale
- Weygoldt, 1998 : Revision of the species of Phrynichus Karsch, 1879 and Euphrynichus Weygoldt, 1995 (Chelicerata, Amblypygi). Zoologica, Stuttgart, vol. 147, p. 1-65.